# Арі Астер
Арі Астер (нар. 15 липня 1986) — американський кінорежисер. Він здобув перше визнання завдяки короткометражному фільму «Дивна річ про Джонсонів» (2011) і найбільш відомий як сценарист і режисер фільмів «Спадковість» (2018), «Сонцестояння» (2019) і «Усі страхи Бо» (2023), які випустила компанія A24. Його фільми відомі тривожним поєднанням жахів, чорної комедії та зображенням графічного насильства. У 2018 році разом із данським продюсером Ларсом Кнудсеном заснував продюсерську компанію Square Peg.

## Біографія
Астер народився в Нью-Йорку. Його батько був музикантом, а мати — поетесою. Також у нього є молодший брат. Усі члени його сім'ї — євреї. Він пригадує, що побачив свій перший фільм, коли йому було чотири роки — «Дік Трейсі». У фільмі була сцена, в якій персонаж стріляв з автомата Томпсона, у той час, як за ним стояла стіна з вогню. Астер вискочив зі свого місця і «пробіг шість кварталів Нью-Йорка», якими матері довелось його наздоганяти.
Сім'я Астера недовго жила в Англії, перш ніж переїхати до Нью-Мексико, де він провів свої підліткові роки.
Він став одержимий фільмами жахів, коли зростав. «Я просто вичерпував увесь відділ жахів кожного відео магазину, який я міг знайти [. . . ] Я не знав, як зібрати людей, які б могли працювати разом над чимось подібним [. . . ] В результаті я знайшов себе у написанні сценаріїв». Він закінчив консерваторію AFI і там зустрів багатьох своїх майбутніх колег.
Дебютним фільмом Астера стала контроверсійна короткометражна стрічка «Дещо дивне у Джонсонах» 2011 року. У період з 2011 по 2018 рік Астер написав і зрежисував ще п'ять короткометражних фільмів, часто об'єднуючись зі своїми друзями по консерваторії AFI Алехандро де Леоном та Павелом Поґожельскі, для продакшену та знімання. Астер дебютував у повному метрі зі своїм фільмом жахів «Спадковість», який випустила студія A24 2018 року. «Спадковість» отримала високу оцінку від критиків. Фільм має середній бал 87 з 100, оснований на 49 критиках з Metacritic. 2019 року у прокат вийшов наступний фільм «Сонцестояння».

## Фільмографія

### Повнометражні
| Рік  | Назва         | Режисер | Сценарист | Продюсер | Пос.         |
| ---- | ------------- | ------- | --------- | -------- | ------------ |
| 2018 | Спадковість   | Так     | Так       | Ні       | [ 7 ] [ 8 ]  |
| 2019 | Сонцестояння  | Так     | Так       | Ні       | [ 9 ] [ 10 ] |
| 2023 | Усі страхи Бо | Так     | Так       | Так      | [ 11 ]       |
| 2025 | Еддінгтон     | Так     | Так       | Так      | [ 12 ]       |

### Короткометражні
Короткометражні фільми Астера доступні для перегляду на сторінці Faux Beef Vimeo [Архівовано 9 травня 2019 у Wayback Machine.].
| Рік  | Назва                                | Режисер | Сценарист | Монтажер | Актор | Пос.   |
| ---- | ------------------------------------ | ------- | --------- | -------- | ----- | ------ |
| 2008 | Herman's Cure-All Tonic              | Так     | Ні        | Ні       | Ні    | [ 13 ] |
| 2011 | The Strange Thing About the Johnsons | Так     | Так       | Ні       | Так   | [ 14 ] |
| 2011 | TDF Really Works                     | Так     | Так       | Так      | Так   |        |
| 2011 | Beau                                 | Так     | Так       | Так      | Так   |        |
| 2013 | Munchausen                           | Так     | Так       | Ні       | Ні    |        |
| 2013 | Basically                            | Так     | Так       | Ні       | Ні    | [ 15 ] |
| 2014 | The Turtle's Head                    | Так     | Так       | Так      | Ні    |        |
| 2016 | C'est la vie                         | Так     | Так       | Так      | Так   |        |

### Продюсер
| Рік  | Назва                   | Продюсер   | Пос.          |
| ---- | ----------------------- | ---------- | ------------- |
| 2021 | Los Huesos              | Виконавчий | [ 16 ]        |
| 2023 | Сценарій сну            | Так        | [ 17 ]        |
| 2023 | El Padre Bueno          | Виконавчий |               |
| 2024 | Сутінки снігової людини | Виконавчий | [ 18 ]        |
| 2024 | Чутки                   | Виконавчий | [ 2 ]         |
| 2025 | Смерть єдинорога        | Виконавчий | [ 19 ]        |
| 2025 | Бугонія                 | Так        | [ 20 ] [ 21 ] |
| 2026 | Драма                   | Так        |               |